# Locomotivas de Killingworth
O engenheiro inglês George Stepheson construiu algumas locomotivas a vapor experimentais para a Carvoaria de Killingworth entre os anos de 1814 e 1826. 

## Contexto
Stephenson assumiu o posto de construtor de locomotivas ("engine-wright") na Carvoaria de Killingworth em 1812 e imediatamente melhorou o transporte do carvão da mina utilizando locomotivas fixas. Entretanto, se interessou nas locomotivas de Blenkinsop e Blackett e seus desempenhos na cidade de Leeds e na Carvoaria de Wylam, sua cidade natal, respectivamente. 
Em 1814, persuadiu os locatários da carvoaria para investirem na construção de uma "locomotiva viajante", locomotiva essa que realizou sua primeira viagem em 25 de julho daquele ano. Por meio de experimentos, Stephenson confirmou a observação de Blackett que a fricção entre as rodas e os trilhos era suficiente para tracionar a locomotiva, entretanto, continuou utilizando um sistema de engrenagens na transmissão de potência para as rodas. 

## Blücher
Blücher foi construída por Stephenson em 1814, sendo a primeira numa série de locomotivas desenhadas por ele no intervalo entre os anos de 1814 a 1816. Nesse período, o engenheiro estabeleceu sua reputação como um projetista de locomotivas, lançando as fundações do seu papel como pivô no desenvolvimento da tecnologia ferroviária. 
A locomotiva possuía a capacidade de tracionar 30 toneladas a uma velocidade de 6,4 km/h, subindo uma ladeira com um gradiente 1:450. 
Seu nome vem do general prussiano Gebhard Leberecht von Blücher, que ajudou na derrota de Napoleão na Batalha de Waterloo após uma marcha apressada. 
Stephenson mediu cuidadosamente a eficiência de sua locomotiva, chegando na conclusão que seu uso economizava pouco comparado ao uso de cavalos, mesmo com o preço do grão estando numa alta nunca antes vista por conta das guerras na Europa. Uma melhora significativa foi alcançada ao redirecionar a saída do vapor dos cilindros para a chaminé, aumentando a eficiência da caldeira de forma expressiva, além de diminuir o incômodo causado pelo vapor ejetado dos cilindros.
A eficácia de Blücher foi descrita no segundo volume do ano de 1814 dos Anais de Filosofia. O registro começava descrevendo uma locomotiva de cremalheira em Leeds (provavelmente Salamanca), continuando: "O experimento sucedeu de forma tão boa em Leeds que uma locomotiva similar foi construída em Newcastle, aproximadamente uma milha ao norte dessa cidade. Ela se move na taxa de três milhas por hora [~4,82 km/h], carregando 14 vagões, cada um desses carregados com aproximadamente duas toneladas de carvão; nesse caso, a despesa de 14 cavalos é evitada por meio da substituição por uma locomotiva a vapor." O item continua mencionando uma locomotiva sem uma cremalheira (provavelmente Puffing Billy na cidade de Wylam).
Blücher não sobreviveu ao tempo: Stephenson reciclou suas peças a medida que desenvolvia modelos mais avançados de suas locomotivas.